# Baunekirken
De Baunekirken is een parochiekerk van Tjørring in de Deense gemeente Herning.

## Geschiedenis
De Baunekirken werd in 1977 ingehuldigd ter vervanging van de oude middeleeuwse parochiekerk die te klein was geworden voor de groeiende bevolking. Het kerkgebouw werd ontworpen door architect Kristian Kristiansen.
Het kerkgebouw heeft een kruisvorm met een cirkelvormige ruimte in het centrum die plaats biedt aan 200 personen. In de westelijke vleugel van de kerk is er plaats voor 400 mensen.